# Ho sposato un comunista
Ho sposato un comunista (I Married a Communist) è il titolo di un romanzo scritto nel 1998 dal premio Pulitzer Philip Roth e facente parte di una trilogia insieme a Pastorale americana (del 1997, che valse a Roth il premio Pulitzer) e La macchia umana (del 2000, da cui è stato tratto un film con Anthony Hopkins e Nicole Kidman).
Il romanzo ricalca nel titolo, ribaltandone il concetto, un film girato negli USA nel 1950 dal regista Robert Stevenson e immesso sul mercato britannico con il titolo The Woman on Pier 13 (in Italia Lo schiavo della violenza). Protagonista del film era - secondo il Morandini - un giovane sindacalista impegnato nel mettere d'accordo armatori e portuali, che si trovava ricattato da un'organizzazione comunista alla quale aveva aderito in gioventù.

Il contenuto del film - considerato già all'epoca rozzo e di evidente propaganda antisovietica - viene, nel romanzo di Roth, di fatto completamente rivoltato.

## Trama
Iron Rinn (vero nome: Ira Ringold) è un ex scaricatore di porto impegnato nelle lotte sindacali che diventa, negli Stati Uniti agli albori della guerra fredda, un attore radiofonico di successo.

Dopo una passione travolgente sposa Eve Frame, bella e ricchissima ex diva del cinema muto.
I compromessi e le ipocrisie di un ménage borghese, l'insicurezza e la fragilità di Eve, l'affetto soffocante della madre per la figlia Sylphid e il risentimento e la gelosia della figlia per la madre, sono tutte cose che Iron non riesce a tollerare. Il matrimonio va a rotoli nel momento in cui la caccia alle streghe promossa dal senatore Joseph McCarthy, ai danni di sospetti simpatizzanti o aderenti al Partito Comunista degli Stati Uniti d'America, colpisce proprio Iron Rinn. È l'inizio della fine.
Tutta la vicenda viene raccontata ex-post dal fratello di Ira, Murray, al suo ex-studente e io-narrante del romanzo, lo scrittore Nathan Zuckerman (alter-ego di Philip Roth e protagonista di altri romanzi) in un incontro, molti anni dopo i fatti narrati.
A parere della critica, si tratta di uno splendido spaccato sull'ipocrisia che contraddistinse l'America del maccartismo.

## Edizioni italiane
- Philip Roth, Ho sposato un comunista, collana Supercoralli, traduzione di Vincenzo Mantovani, Torino, Einaudi, 2000, ISBN 88-06-15105-3.
- Philip Roth, Ho sposato un comunista, collana ET n. 964, traduzione di Vincenzo Mantovani, Torino, Einaudi.